# Капникарея
Церковь Богородицы Капникареи (греч. Εκκλησία της Παναγίας Καπνικαρέας или просто Капникаре́я греч. Καπνικαρέα) — небольшая византийская церковь в Афинах. Церковь построена около 1050 года и является одной из старейших православных церквей греческой столицы. Расположена в центре Афин на улице Эрму (Гермеса), самой торговой и дорогой улице исторического центра города.
Церковь посвящена Введению во Храм Пресвятой Богородицы, её владельцем является Афинский университет, и потому именуется также «Священным Университетским Храмом».

## История и название храма

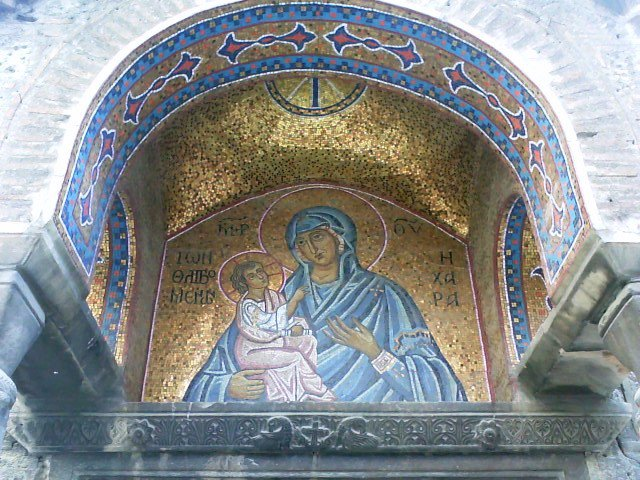
Мозаика Богородицы с Младенцем над южным портиком

По имеющейся информации храм построен на месте более старой церкви, которая была построена Евдокией, супругой византийского императора Феодосия II. В свою очередь, первая церковь, что было обычным явлением в христианской Византии, была построена на фундаменте древнего языческого храма, посвящённого, по всей видимости, Афине или Деметре. В нынешний христианский храм встроены древние колонны, капители, скульптурные элементы и надписи.
Предполагается, что храм получил имя человека на чьи деньги он был построен. Этот человек, по всей видимости, был сборщиком так называемого «дымового налога» (Капнико́с фо́рос — Καπνικός φόρος).
Храм сильно пострадал в годы Греческой революции, когда город несколько раз переходил из рук в руки.
После того как в воссозданном греческом государстве была установлена монархия несовершеннолетнего баварца Оттона I и столица была перенесена из Навплиона в Афины, среди прочих градостроительных предложений, в 1834 году, было также предложено снести полуразрушенную Капникарею. Храм был спасён после вмешательства отца молодого монарха, Людвига Баварского. Храм также планировалось разобрать в 1863 году, но он был сохранён благодаря противодействию митрополита Афинского Феофила (Влахопападопулоса) (1862—1873).

## Архитектура

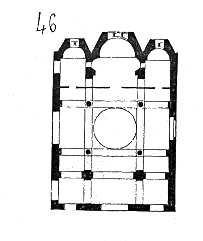
План Карникареи

Архитектурный стиль является синтетически вписанным крестово-купольным. Купол храма поддерживается четырьмя романскими колоннами. С восточной стороны храм имеет три апсиды, с западной — притвор. С северной стороны храма пристроена часовня с куполом в честь великомученицы Варвары.

## Иконопись

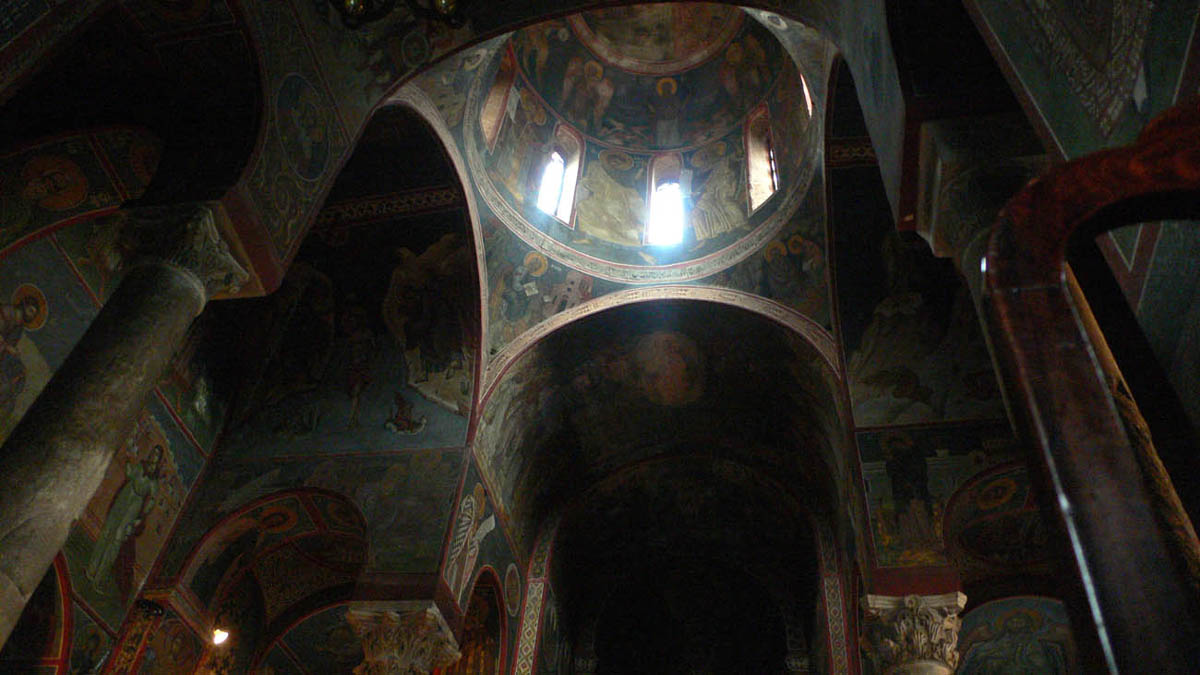
Внутри храма

Настенная роспись храма выполнена, в основном, известным греческим художником и иконописцем Фотисом Кондоглу и его учениками в середине XX века. В 1942 году Кондоглу написал фреску Богоматерь Оранта в конхе храма.
В 1936 году Элли Воила (греч. Έλλη Βοίλα) выполнила мозаику Пресвятой Богородицы с Младенцем над входом в храм.